# Amy Robach
Amy Joanne Robach, née le 6 février 1973 à Saint-Joseph, est une journaliste de télévision américaine pour ABC News. Elle est la co-présentatrice de 20/20 et la présentatrice de nouvelles de dernière heure/présentatrice de remplacement pour Good Morning America. Elle a été correspondante nationale pour NBC News, co-animatrice de l'édition du samedi de l'émission Today de NBC, et présentatrice sur MSNBC. Depuis mai 2018, elle est co-présentatrice de 20/20 aux côtés de David Muir.

## Biographie

### Enfance
Née à Saint-Joseph dans le Michigan, Amy Robach grandit à East Lansing avant de déménager à St. Louis dans le Missouri. Sa famille déménage par la suite en Géorgie, où elle fréquente le lycée et l'université. Elle est diplômée de la Brookwood High School à Snellville et de l'Université de Géorgie avec mention très bien en journalisme audiovisuel. Elle a terminé 4e dauphine du concours de Miss Géorgie USA en 1995.

### Carrière
Amy Robach commence sa carrière à WCBD en 1995. Elle quitte la station en 1999 et commence à travailler chez WTTG à Washington, puis rejoint MSNBC en 2003 où elle passe quatre ans, présentatrice de deux heures le matin et remplaçante sur les programmes Weekend Today, Countdown with Keith Olbermann et Morning Joe. Elle est nommée co-présentatrice de Weekend Today en juillet 2007. Son dernier jour sur Weekend Today est le 19 mai 2012, où elle annonce son départ vers ABC News.
Amy Robach est d'abord apparu sur Good Morning America en tant que correspondante. Elle devient la présentatrice des actualités de l'émission le 31 mars 2014. En 2018, elle devient la nouvelle co-présentatrice de 20/20.
En mars 2020, elle anime Pandemic : What You Need to Know sur ABC, programme diffusé en journée et initialement axée sur la pandémie de Covid-19 aux États-Unis, et diffusée à la place de Strahan, Sara and Keke. L'émission a ensuite remplacé Strahan, Sara and Keke pour une durée indéterminée sous le nom de GMA3 : What You Need To Know, Amy Robach continuant à être l'animatrice,. 

### Affaire Jeffrey Epstein
Le 2 novembre 2019, Project Veritas a publié un incident de « micro ouvert » durant la fin août 2019, dans lequel Robach discute de la suppression par ABC de son reportage sur le milliardaire délinquant sexuel condamné et accusé de trafic sexuel  Jeffrey Epstein en 2015. Cette publication est diffusée deux jours après qu'un article de NPR a révélé l'existence d'une interview face caméra de Virginia Roberts Giuffre et le non diffusion de celle-ci par ABC. Virginia Giuffre affirme avoir été victime d'un trafic sexuel de la part d'Epstein à destination d'hommes puissants, dont le prince Prince Andrew, duc d'York – une affirmation que le duc a vigoureusement démentie. Dans une vidéo « hors antenne », Amy Robach est enregistré sur le plateau de l'émission Good Morning America d'ABC, en train de faire les déclarations suivantes :
« J'ai l'histoire depuis trois ans », dit Robach dans la vidéo. « Nous ne le diffuserions pas. Euh, tout d'abord, on m'a dit : « Qui était Jeffrey Epstein ? Personne ne sait qui c'est. C'est une histoire stupide. Ensuite, le palais a découvert que nous avions toutes ses allégations à propos du prince Andrew et nous a menacés d'un million de façons différentes » ». Robach poursuit en disant que Giuffre a fait allusion à d'autres personnes dans l'interview, notamment l'ancien président Bill Clinton, le professeur de droit émérite de l'Université de Harvard Alan Dershowitz et l'ancienne petite amie d'Epstein, Ghislaine Maxwell. Giuffre a porté des accusations similaires contre tous également dans des documents judiciaires. (Tous nient tout acte répréhensible ou implication dans le trafic sexuel d'Epstein.) Giuffre a déclaré dans des documents judiciaires qu'elle avait vu Clinton en présence d'Epstein mais qu'elle n'avait pas vu Clinton participer à une activité sexuelle.
« 'ai essayé pendant trois ans de le faire sortir en vain, et maintenant ces nouvelles révélations et – j'ai tout eu », a déclaré Robach sur la vidéo. « Je suis tellement énervé en ce moment. Comme, chaque jour, je suis de plus en plus énervé, parce que je me dis juste, 'Oh mon Dieu ! C'était – ce que nous avions, était irréel' ». Elle déclare en outre : « L'une des raisons pour lesquelles une interview de Roberts n'a pas été diffusée était que nous avions tellement peur de ne pas pouvoir interviewer Kate et Will, donc je pense que cela avait également annulé l'histoire de la dissimulation d'un réseau pédophile transatlantique ».
Amy Robach a répondu à la vidéo divulguée avec cette déclaration : « En tant que journaliste, alors que l'histoire d'Epstein continuait de se dérouler l'été dernier, j'ai été pris dans un moment privé de frustration. J'étais contrarié qu'une importante interview que j'avais menée avec Virginia Roberts n'ait pas été diffusée parce que nous n'avions pas pu obtenir suffisamment de preuves corroborantes pour répondre aux normes éditoriales d'ABC concernant ses allégations.Mes commentaires sur le prince Andrew et son allégation selon laquelle elle avait vu Bill Clinton sur l'île privée d'Epstein faisaient référence à ce que Virginia Roberts a dit dans cette interview en 2015. Je faisais référence à ses allégations - pas à ce qu'ABC News avait vérifié grâce à nos reportages. L'interview elle-même, bien que j'aie été déçue qu'elle n'ait pas été diffusée, ne répondait pas à nos normes. Au cours des années depuis que personne ne m'a jamais dit, ni à l'équipe d'arrêter de faire des reportages sur Jeffrey Epstein, et nous avons continué à poursuivre agressivement cette histoire importante ».
ABC News a publié une déclaration, affirmant : « À l'époque, tous nos reportages ne répondaient pas à nos normes de diffusion, mais nous n'avons jamais cessé d'enquêter sur l'histoire. Depuis, nous avons une équipe sur cette enquête et des ressources substantielles dédiées à Ce travail a conduit à un documentaire de deux heures et à un podcast en 6 parties qui seront diffusés au cours de la nouvelle année ».